# Monstre d'amour (EP)
Cet article concerne l'EP. Pour la chanson, voir Monstre d'amour (chanson).
Albums de Clara Luciani
Sainte-Victoire
(2018)
Singles
1. Pleure Clara, pleure
Sortie : 6 mars 2017
2. Comme toi
Sortie : 24 avril 2017
3. Monstre d'amour
Sortie : 30 mai 2017

Monstre d'amour est le premier EP de la chanteuse française Clara Luciani, sorti le 28 avril 2017.

## Historique
C'est à la suite d'un chagrin d'amour que Clara Luciani commence à écrire les premières chansons de l'album : 

« C'est vraiment ce chagrin d'amour. J'ai eu l'impression que j'avais un truc un peu universel à raconter et j'avais envie de dire aux gens comment j'avais souffert et comment je m'en étais sortie. Ça m'a poussé à écrire mes chansons. »

3 singles accompagnés chacun d'un clip vidéo sortiront au cours de l'année, Pleure Clara, pleure, Comme toi  et enfin Monstre d'amour. Les deux dernières sont reprises dans l'album Sainte-Victoire qui sort l'année suivante.

## Liste des pistes
| Monstre d'amour | Monstre d'amour      | Monstre d'amour | Monstre d'amour                      | Monstre d'amour | Monstre d'amour | Monstre d'amour | Monstre d'amour | Monstre d'amour | Monstre d'amour |
| No              | Titre                | Paroles         | Musique                              | Durée           |                 |                 |                 |                 |                 |
| --------------- | -------------------- | --------------- | ------------------------------------ | --------------- | --------------- | --------------- | --------------- | --------------- | --------------- |
| 1.              | Pleure Clara, pleure | Clara Luciani   | Clara Luciani, Sage, Benjamin Lebeau | 3:04            |                 |                 |                 |                 |                 |
| 2.              | Comme toi            | Clara Luciani   | Clara Luciani, Sage, Benjamin Lebeau | 2:42            |                 |                 |                 |                 |                 |
| 3.              | Monstre d'amour      | Clara Luciani   | Clara Luciani, Sage, Benjamin Lebeau | 3:16            |                 |                 |                 |                 |                 |
| 4.              | À crever             | Clara Luciani   | Clara Luciani, Sage, Benjamin Lebeau | 2:54            |                 |                 |                 |                 |                 |
| 11:56           |                      |                 |                                      |                 |                 |                 |                 |                 |                 |